# 신경차단술
신경차단술(영어: nerve block, regional nerve blockade)은 신경을 따라 이동하는 신호를 의도적으로 차단하는 것을 말하며, 종종 통증 완화 목적으로 이용된다. 국소마취제를 이용한 신경차단술은 수 시간에서 수 일가량 지속되는 단기간의 신경차단술로, 신경 근처에 국소마취제, 코르티코스테로이드, 기타 다른 약제를 주입하여 시행한다. 신경용해술을 이용한 신경차단은 화학물질이나 열, 냉각 등을 이용하여 신경을 수 주에서 수 개월 간 일시적으로, 또는 영구적으로 변성시킨다. 신경절제술은 신경 전체 혹은 일부를 잘라내 제거하는 수술로 보통 영구적으로 신경을 차단시킨다. 감각신경을 절제하면 종종 수 개월 뒤 새롭게 더 강한 통증을 일으키기 때문에 감각신경절제술은 드물게 시행된다.
신경차단술이라는 개념 안에는 중추신경차단, 즉 경막외마취와 척추마취가 포함되기도 한다.

## 국소마취
국소마취제는 신경차단술에 의한 진통 효과를 강화하거나 길게 하기 위해 종종 다른 약물들과 혼합하여 사용된다. 국소마취제와 함께 쓰이는 약물에는 에피네프린, 코르티코스테로이드, 아편유사제, 케타민, 알파 작용제가 있다. 약물을 한 번만 주입하기도 하지만, 여러 번 주사하거나 지속주입할 수도 있다. 수술 중 지속적인 말초신경차단술을 시행할 수 있는데, 그 예시로는 무릎관절의 관절성형술 중 통증을 막기 위해 시행하는 넙다리신경 차단술이 있다.
국소마취제 신경차단은 외래 환자에게 시행하는 멸균 상태의 처치이다. 초음파나 투시검사, CT의 유도 하에 국소마취제를 주입하기 위한 바늘을 사용할 수 있다. 전기 자극은 표적 신경에 바늘이 얼마나 가까워졌는지 정보를 제공할 수 있다. 옛날에는 신경차단을 아무 정보 없이 하거나 전기 자극만을 이용했지만, 현재는 초음파 유도 하에 시행하거나 초음파와 전기 자극을 함께 이용하는 게 일반적이다.
에피네프린을 리도카인과 함께 발가락과 손가락의 신경차단에 사용하는 것이 안전한지는 근거가 불충분하다. 2015년의 리뷰 논문에서는 건강한 사람에게는 해당 시술이 안전하다고 밝혔다. 덱사메타손을 신경차단 시 함께 투여하거나 수술 시 정맥 주사하는 것은 상지의 신경차단 시간을 늘려 수술 이후 아편유사제 소비량을 줄일 수 있다.
신경차단의 흔한 합병증에는 감염, 출혈, 차단 실패가 있다. 신경 손상은 대략 0.03 ~ 0.2%에서만 발생하는 드문 부작용이다. 신경차단의 가장 심각한 합병증은 국소마취제 전신독성(local anesthetic systemic toxicity, LAST)으로, 신경계와 심혈관계 증상을 일으켜 사망에까지 이르게 할 수 있다. 쓰이는 약물에 따라 다른 부작용이 생길 수 있다. 예를 들어 신경차단술에 에피네프린을 사용하면 일시적인 빈맥이 발생하기도 한다. 이러한 합병증에도 불구하고 국소마취를 이용한 신경차단술은 전신마취보다 마취로 인한 위험 발생률이 낮다.

## 신경용해술
신경용해술을 통한 차단은 신경의 냉각이나 가열(신경절개술) 또는 화학물질 주입(신경용해술)을 통해 신경에 의도적인 손상을 가하여 신경을 차단하는 것이다. 이러한 시술은 신경섬유를 변성시켜 대개 수 개월 정도로 일시적인 신경 신호 전달의 방해를 일으킨다. 시술을 시행할 때에는 신경섬유 주변을 보호하기 위해 존재하는 얇은 층인 기저판을 보존하고, 이를 통해 손상된 신경섬유가 다시 올바른 길을 따라 성장하여 기능이 회복될 수 있도록 한다. 신경절제술에서는 이 기저판을 없애므로 신경의 기능이 회복되지 않고 통증이 유발될 수 있다. 따라서 감각신경 차단 시 신경절제술보다는 용해술이 일반적으로 선호된다.

## 신경절제술
신경절제술은 신경 전체나 일부를 제거하는 외과적 처치이다. 감각신경을 절단하면 재생 섬유가 제대로 연결되지 않으면서 시간이 지나면 고통을 동반한 신경종이나 신경통이 발생할 수 있다. 이는 감각신경 차단 시에 신경용해술이 외과적 처치보다 선호되는 이유이다. 다른 치료가 모두 성공적이지 않거나 비자발적 경련 등 다른 조건이 있을 때의 심각한 만성 통증에만 드물게 신경절제술을 통한 차단을 시행한다.
실제 신경절제술을 시행하기 전에 차단의 효능을 알아보고 부작용이 있는지 살펴보기 위해 국소마취제를 통한 신경차단을 먼저 시행해 본다. 신경절제술 중에 환자는 일반적으로 전신마취 상태이다.